# Oleg Awien
Oleg Iwanowicz Awien (ros. Олег Иванович Авен; ur. 25 stycznia 1927 w Moskwie, zm. 1 marca 1992 tamże) – radziecki automatyk, specjalista w zakresie przemysłowych systemów sterowania, członek korespondent Akademii Nauk ZSRR (1984-1991) i Rosyjskiej Akademii Nauk (od 1991 roku). Ojciec Piotra, biznesmena i polityka.

## Życiorys
Od 1960 roku członek Komunistycznej Partii Związku Radzieckiego. Od 1950 roku był zatrudniony w Instytucie Automatyki i Telemechaniki Akademii Nauk ZSRR w Moskwie. W latach 1968-1992 prowadził Laboratorium Przemysłowych Systemów Sterowania. Pochowany na Cmentarzu Dońskim w Moskwie.

## Źródła
- А - Ам - Свод персоналий, Игорь Абросимов, СОВЕТСКАЯ РОССИЯ: 1917-1991: государство, политика, экономика, наука, культура, литература, искусство - СВОД ПЕРСОНАЛИЙ. [dostęp 2016-04-06]. (ros.).
- Авен, Олег Иванович. Большая биографическая энциклопедия. 2009. [dostęp 2016-04-06]. (ros.).